# 上海高考招生制度
上海高考招生制度，通称上海高招制度、上海高考制度，有别于上海高校招生制度，因为在高考招生外别有插班生序列。上海高招制度是全国高考在上海的部分，使用上海卷。上海也是全大陆招生制度最丰富的区域。因为上海被中央定性为“教育实验区”，上海的高招制度经常先行试行一些新出台的招生政策，随后再扩展至全国。

## 基础教育环境
上海是中国的教育实验区，长期实行有别于全国“六三学制”的“五四学制”，即小学五年，初级中学四年，中学在初一年级之前增加了一年“预初年级”，或称“预备年级”，因此初中的毕业年级仍然是初三年级。上海实施九年义务教育制度，并未在此之外单独延长义务教育年限。
在义务教育阶段结束后，学生需参加中考，并根据成绩决定是否升学，以及升入何等学校（职业学校或普通高中，普通高中又有是否为区重点、市重点的区别，而市重点又有委属与非委属之别）。然而，由于上海的户口政策，一般来说，未持有上海市户口或“积分满居住证”的学生难以在上海参加中考，并进一步无缘于上海的高中教育与高考考试。
根据PISA测试排行，上海拥有全球最好的基础教育环境。

## 历史沿革
1985年，教育部印发《关于1985年试行全日制普通高等学校招生改革的指示》等文件，上海取得自主招生考试制度改革试验权，在全国范围内首次实施高考自主命题。自该年起，上海应届高中毕业生须参加9门学科会考，全部合格者颁发《上海市普通高级中学会考合格证书》，亦作为包括高等学校资格的依据之一。在此基础上，普通高校招生考试科目相应减少。
1986年，上海实施师范院校单独招生之规定，凡被师范院校录取的考生不得再参加其他高校的招生考试，其他高校也不得再行录取。
1987年，将9门学科分为两类，其中政治、物理、化学、生物、历史、地理6门属会考科目，语文、数学、外语三门为高考科目。会考成绩与高考成绩各占百分之五十。同时各中学提供考生特长等情况为高考录取人员参考。同年，报考自费生者，年龄可以放宽到30岁。
1988年，上海将会考扩至9门，会考成绩报告以五等级区分，即A、B、C、D以及E。同年亦调整了高考考试的科目，1990年及以后的科目调整为：
- 语文、政治、数学、外语
- 语文、历史、数学、外语
- 语文、地理、数学、外语
- 语文、数学、物理、外语
- 语文、数学、化学、外语
- 语文、数学、生物、外语

各高校根据各自专业的特点，分别选择一组科目作为招生考试的科目。
1991年，上海以优良、合格以及不及格代替原来的五等级。学生在高二以前完成9门必修会考。高三时分科，根据升学或就业的选择，选修课程。
从1992年起，上海改进学生高考成绩公布办法，即将原来由市高校招生办公室将成绩发至区县招办，再由中学向考生公布，改为由市高招办直接向考生公布成绩。因各种原因以后几年未能坚持下去，直到1996年又再次恢复。
1995年，上海市教育考试院成立，主要承担全市义务教育阶段以后的各级各类教育考试招生工作。
1996年，高校自主招生扩大到所有的本科院校及部分外地高校。上海在全国率先尝试改革考试与招生制度，为全国高教招生考试改革先试先行。
1997年起完全实行了高考报名社会化。报名社会化改革的具体内容：
考生参加高考报名由本人直接到所在区县高招办指定报名点报名填写报名表。
考生成绩由上海市考试院直接通过邮政特快传递(EMS)直接送到考生手中。
考生录取通知书通过邮政特快传递(EMS)直接传递至考生本人。
1998年，对应届高中毕业生进行综合能力测试。
1999年由上海市教育考试院校独立命题的普通高校保送生综合测试开始实施。
2000年，北京、上海、安徽、内蒙古四省份率先推行春季高考。2006年前后，北京、安徽、内蒙古相继暂停或取消春考，仅有上海的春季高考延续至今。
2001年，上海开始实行“3+大综合+高等学校选择的一门科目”方案。
2003年，香港高校开始在内地自主招收自费本科生，但限于北京、上海、广东、浙江、江苏、福建等6省份。同年，教育部发布了《关于做好2003年普通高等学校招生工作的通知》推行高校自主招生政策，应届高中毕业生可申请提前确定意向高校，并在最终录取时获得降分。
2014年，国务院发布了《关于深化考试招生制度改革的实施意见》，上海作为综合改革试点于2017年开始实施“3＋3制度”。
2021年，教育部发布《普通高校本科招生专业选考科目要求指引(通用版)》（教学厅函〔2021〕27号），从2021年秋季入学的普通高中一年级学生开始。上海市将据此实行选考科目要求，即2024年起本科专业的选考科目要求有重大变化，要求物理、化学双选的专业明显增多。与此同时，高二学生不能再参加生物、地理等级考，所有考试科门安排在高三进行。

## 现行制度
上海现行高考制度为“3＋3制度”，即必考科目为语文、数学、外语三门，其中外语可选科目有英语、法语、日语、俄语、德语及西班牙语，选考科目有物理、化学、生物、地理、历史、思想政治六门，学生自行选择三门参与考试。学生另需完成信息科技、生物实验操作、生物、地理、物理实验操作、化学实验操作、物理、化学、历史、思想政治的合格性考试。
上海考生可选择参加的升学考试途径有秋季高考裸考、综合评价招生、强基计划招生、春季高考、艺考招生、体校招生、“三校生”招生、专科自主招生等。

### 考试制度

#### 合格考
所有参加春季高考和秋季高考的考生均需通过全部合格考科目。合格考科目的最终成绩仅有合格和不合格两等，每名考生有一次统一补考机会和一次在校补考机会，在校补考会特别标记。
一般来说，高一年级应完成的合格考科目有：生命科学实验操作考、生命科学、地理及信息科技。
高二年级应完成的合格考科目有：物理实验操作考、化学实验操作考、物理、化学、历史、思想政治。

#### 等级考
所有参加秋季高考的学生应在等级考科目中选取三门完成考试获得成绩，共分为A+、A、B+、B、B-、C+、C、C-、D+、D、E五等十一级。
参加等级考必须在相应科目的合格考中获得“合格”的成绩，并且在合格考合格后，只要他的试卷原始分成绩不为零分即可获得40分的基本分。剩下的分数按照如下标准获得：
一、考生作答试卷满分为100分，根据一般的正确作答得分的方式得到考生的“原始分”。
二、将全部报考该科目的考生的原始分从大到小依次排序，得到每一考生在全部报考该科目考生中的百分比排名。
三、按下表比例进行分档，每一档分差3分，即总共有30分差异。
| 排名百分比 | 档次 | 获得分数 | 总分 |
| ---------- | ---- | -------- | ---- |
| 前5％      | A+   | 30       | 70   |
| 前5%-15%   | A    | 27       | 67   |
| 前15%-25%  | B+   | 24       | 64   |
| 前25%-35%  | B    | 21       | 61   |
| 前35%-45%  | B-   | 18       | 58   |
| 前45%-55%  | C+   | 15       | 55   |
| 前55%-65%  | C    | 12       | 52   |
| 前65%-75%  | C-   | 9        | 49   |
| 前75%-85%  | D+   | 6        | 46   |
| 前85%-95%  | D    | 3        | 43   |
| 前95%-100% | E    | 0        | 40   |

其中，原则上，每一档次对应百分比末位如出现同分溢出的情况，则末位分全部考生计入下一档。
由于物理科目在报考中出现的种种问题与争议，自2018年等级考开始采用保障机制，即先公布一个保障名额，如果报考名额少于保障名额，则档次百分比总数按保障名额算，并且档次百分比间末位溢出考生按上一档计。
生命科学、地理的等级考时间一般在高二下学期学期内；物理、化学、历史、地理的等级考之间一般在高三下学期学期内。

#### “高考”
在合格考与等级考外，另有三门“主科”，即语文、数学、外语的考试，每门满分均为150分。有春考、秋考两次考试，并且考生可以选择用春考的外语成绩替换秋考的外语成绩（即两次考试成绩“取高”），而语文、数学的春秋考成绩不能易替。外语科目可选六门，即英语、法语、日语、俄语、德语、西班牙语，并且有10分的“听说测试”。听说测试原始分满分为15分，最终会将考生的成绩从15满分制转换为10分满分制的成绩，并“四”舍“五”入取整“.5”分，其中，有一部分考生的成绩会完全依靠人工智能评分。

### 招生批次

#### 春季高考
参加春季高考的考生需获得所有科目的合格考的“合格”成绩，不需要参加等级考。春季高考只考核语、数、外三门。但是仅有上海本地的非部属高校（即部属高校复旦大学、上海交通大学、同济大学、华东师范大学、上海财经大学、上海外国语大学、华东理工大学、（上海）东华大学以外的全上海高校）参与招生，并且参与招生的专业与名额都非常有限。
考生先根据春考成绩对高校进行志愿填报，总共可以填报两个志愿，高校根据最终计划招生的名额扩大一定比例产生入围名单，然后入围考生参与所入围的高校的自主校测，自主校测内容由学校自行安排，满分150分，最后按照春考分数与校测分数总和高低依次录取。
2020年春季高考由于疫情原因，不举行校测，计每名考生的校测成绩为150分直接进行志愿填报。

#### 综合评价招生
综合评价招生在秋季高考之后举行，考生可根据自己的秋季高考成绩选择填报综评志愿。目前共有11所高校参与综评招生，即：复旦大学（含医学院）、上海交通大学（含医学院）、同济大学、上海财经大学、华东师范大学、上海外国语大学、华东理工大学、（上海）东华大学、上海大学、上海中医药大学、浙江大学。其中浙江大学为外地高校。
各高校根据计划招生数额按一定比例扩大名额确认考生入围名单举行面试，各校自主决定面试形式，并按自行决定的秋季考试与面试成绩的混合比例决定最终被录取的考生名单。
自从上海开始实行综合评价招生后，这种招生模式在上海逐渐取代了传统意义上的高考志愿填报方式作为主要招生方式。

#### “裸考”招生
“裸考”招生是在综合评价招生开始实施以后相对于综评招生而言的“裸”考招生，即考生不参与任何素质教育评分或面试活动，单纯依靠高考分数进行报考。除浙江大学以外的全部外地高校只能通过这种途径报考。
裸考招生分为零志愿和平行志愿，有一定的专业（组）会要求考生等级考必须选取特定的某一个科目，亦有专业（组）会要求考生在不超过三个科目里至少选一，若考生没有选考该科目则不能报考相应的专业（组）；医学专业可能会要求考生必须选取理化生或理化或化生。

## 评价与争议
由于限定必须选择物理的热门专业较多，导致“学霸”，即有高目标、高水平的考生大量选择物理科目，使得大量水平略欠缺的考生在因为明知竞争不过的情况下大量放弃选取物理，最终使得一定选取物理的高水平考生只能进入低档次，进而加剧了考生放弃选取物理科目的恶性循环。类似的情况亦在浙江出现，引发来自考生、家长、高校、中学教师及教育学家等多方面的批评。最终浙江、上海先后推出物理保障名额政策。
2017年开始，上海市教育考试院不再官方公布高考英语的真题，但是事实上不止英语科目，上海市教育考试院停止公布了所有科目（包含语数英高考、等级考以及合格考）的所有试题，引发外界对试题质量与评卷公平的担忧。